# Sony Ericsson K800i
Sony Ericsson К800i е представен през 2006 г. Той е наследник на K750, а наследникът му е K850i, който е пуснат на пазара през 2007 г.
Преди да е пуснат на пазара, К800 е познат.

## Дизайн
Телефонът тежи 115 грама. Задната част е направена като дигитална камера и се държи вертикално при снимане. Централният джойстик е използван за избиране и за навигиране през менютата, бутонът „С“ се използва за „изтриване“, а бутонът със стрелка се използва за „връщане“. Също така има два бутона, изобразени с лента, които се наричат „леки“ или „бързи бутони“. Бутонът за снимане се намира отстрани, за да може, когато се снима вертикално, бутонът да е на удобно място. Медияплейърът поддържа WAV/MP3/AAC, аудио формати и  видео формати. Има слот за Memory Stick Micro и гумен предпазител. Телефонът има handsfree слушалки, които са и антена.

## Детайли
Екранът е 240 × 320 пиксела. Има 64 МВ памет и Memory Stick Micro с 2 GB заедно с телефона. Телефонът поддържа GPRS, Bluetooth, Infrared и USB